# The Path to Prosperity
The Path to Prosperity: Restoring America's Promise var det Republikanska partiets budgetförslag för USA:s regering för skatteåret 2012. Den ersattes i mars 2012 med The Path to Prosperity: A Blueprint for American Renewal, partiets budgetförslag för 2013. Paul Ryan spelade en stor roll i marknadsföringen av båda dessa budgetförslag och har därför ofta omtalats som "Ryans budget", "Ryans förslag" etc. Budgetplanenerna står i kontrast till USA:s federala budget för 2012 och 2013, vilka utmejslats av president Barack Obama och dennes regim, liksom till Congressional Progressive Caucus (den största demokratiska gruppen i kongressen).

## Budgetplanens huvuddelar

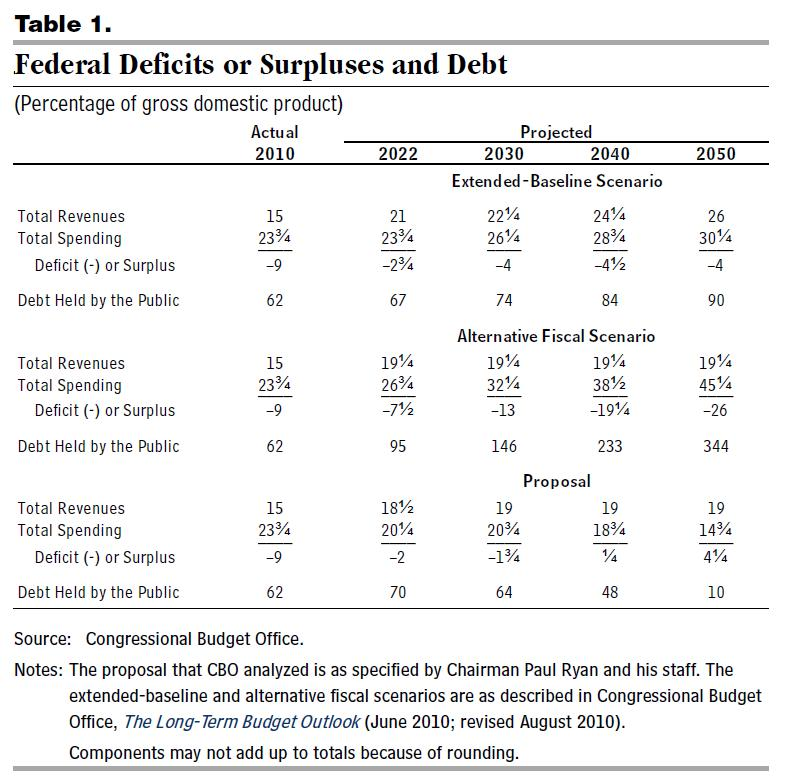
USA:s skulder och federala över- och underskott.

Budgetplanen innehåller förslag på stora förändringar av Medicare, Medicaid, den stora hälsovårdsreformen 2010, andra federala utgiftsområden samt skattelagen.

## Allmänhetens attityder
Enligt Politico så har de flesta omröstningar visat att allmänheten har en övervägande negativ attityd till budgetplanen.

## Reaktioner och debatt
Paul Krugman, tongivande ekonomisk debattör, kallade budgetplanen för "löjlig och hjärtlös" eftersom den både innehöll skattesänkningar (som han ansåg gynnade de rika) och stora nedskärningar som också främst skulle drabba de fattiga och medelklassen.